# Point of Hellia
Point of Hellia är en udde i Storbritannien.   Den ligger i kommunen Orkneyöarna och riksdelen Skottland, i den norra delen av landet, 900 km norr om huvudstaden London.
Terrängen inåt land är huvudsakligen platt, men åt nordväst är den kuperad. Havet är nära Point of Hellia åt sydost.  Närmaste större samhälle är Kirkwall, 14,6 km söder om Point of Hellia. 